# Palermo FC
Palermo Football Club, zkráceně jen Palermo je italský fotbalový klub hrající v sezóně 2024/25 ve 2. italské fotbalové lize sídlící ve městě Palermo v regionu Sicílie.
Založen byl 1. listopadu 1900 z popudu Ignazio Majo Pagano jako Anglo Panormitan Athletic and Football Club. V  roce 1907 se změnil název na Palermo Foot-Ball Club. Nejlepších sportovních výsledků dosáhl v sezonách 2005/06 a 2006/07 když obsadil 5. místo v tabulce.
Pokud jde o evropské pohárové podíly, klub má pět vystoupení v Evropské lize (Pohár UEFA). V italském poháru se dostal 3x do finále (1973/74, 1978/79 a 2010/11). V roce 2006 klub dodalo 4 hráče italskému národnímu mužstvu na Mistrovství světa v Německu, kde dopomohli k titulu.
Na konci sezony 2018/19 byl klub vyloučen ze soutěže a 18. října vyhlásil bankrot. Dne 24. července starosta města Leoluca Orlando založil s podnikateli Dario Mirri a Antonino Di Piazza klub Palermo SSD a začali hrát ve 4. italské lize.
V nejvyšší lize hrál klub celkem 34 sezon, naposledy v sezoně 2016/17.

## Změny názvu klubu
- 1900 – 1906/07 – Anglo-Palermitan Athletic and FBC (Anglo-Palermitan Athletic and Foot-Ball Club)
- 1907/08 – 1919/20 – Palermo FBC (Palermo Foot-Ball Club)
- 1920/21 – 1923/24 – US Palermo (Unione Sportiva Palermo)
- 1924/25 – 1934/35 – Palermo FC (Palermo Football Club)
- 1935/36 – 1939/40 – AC Palermo (Associazione Calcio Palermo)
- 1940/41 – 1943/44 – US Palermo Juventina (Unione Sportiva Palermo Juventina)
- 1944/45 – 1967/68 – US Palermo (Unione Sportiva Palermo)
- 1968/69 – 1986/87 – SSC Palermo (Società Sportiva Calcio Palermo)
- 1987/88 – 1993/94 – US Palermo (Unione Sportiva Palermo)
- 1994/95 – 2018/19 – US Città di Palermo (Unione Sportiva Città di Palermo)
- 2019/20 – Palermo SSD (Palermo Società Sportiva Dilettantistica)
- 2020/21 – Palermo FC (Palermo Football Club)

## Získané trofeje

### Vyhrané domácí soutěže
- 2. italská liga ( 5x )

1931/32, 1947/48, 1967/68, 2003/04, 2013/14
- 3. italská liga ( 3x )

1941/42, 1992/93, 2000/01
- 4. italská liga ( 2x )

1987/88, 2019/20

#### Medailové umístění
| Medaile umístění | Sezona                    |
| ---------------- | ------------------------- |
| Italský pohár    | 1973/74, 1978/79, 2010/11 |

## Účast v ligách
| Úroveň soutěže | Název soutěže (nynější název) | První hraná sezona | Poslední hraná sezona | celkem odehraných sezon |
| -------------- | ----------------------------- | ------------------ | --------------------- | ----------------------- |
| 1              | Serie A                       | 1921/22            | 2016/17               | 34                      |
| 2              | Serie B                       | 1926/27            | 2024/25               | 49                      |
| 3              | Serie C                       | 1928/29            | 2021/22               | 14                      |
| 4              | Serie D                       | 1987/88            | 2019/20               | 2                       |

Historická tabulka Serie A od sezony 1929/30 do 2023/24.
| Celkové místo | Odehraných sezon | Celkem bodů | Celkem zápasů | Celkem výher | Celkem remíz | Celkem proher | Celkové skore |
| ------------- | ---------------- | ----------- | ------------- | ------------ | ------------ | ------------- | ------------- |
| 16            | 29               | 1048        | 1030          | 307          | 284          | 439           | 1155:1535     |

## Fotbalisté

### Historické statistiky
| Počet utkání | Počet utkání      | Počet utkání |  | Počet branek | Počet branek      | Počet branek |
| Pořadí       | Jméno             | Počet        |  | Pořadí       | Jméno             | Počet        |
| 1.           | Roberto Biffi     | 372          |  | 1.           | Fabrizio Miccoli  | 81           |
| 2.           | Enzo Benedetti    | 288          |  | 2.           | Matteo Brunori    | 66           |
| 3.           | Antonio De Bellis | 280          |  | 3.           | Carlo Radice      | 62           |
| 4.           | Mauro Di Cicco    | 269          |  | 4.           | Santiago Vernazza | 54           |
| 5.           | Alberto Malavasi  | 268          |  | 5.           | Luca Toni         | 51           |

- Poznámka

Aktivní

### Rekordní přestupy
| Nákup  | Nákup             | Nákup     | Nákup     | Nákup          |  | Prodej | Prodej          | Prodej    | Prodej    | Prodej         |
| Pořadí | Jméno             | sezona    | klub      | částka         |  | Pořadí | Jméno           | sezona    | klub      | částka         |
| 1.     | Paulo Dybala      | 2012/2013 | Instituto | 11,9 mil. Euro |  | 1.     | Javier Pastore  | 2011/2012 | PSG       | 42 mil. Euro   |
| 2.     | Andrea Caracciolo | 2005/2006 | Brescia   | 9 mil. Euro    |  | 2.     | Paulo Dybala    | 2015/2016 | Juventus  | 41 mil. Euro   |
| 3.     | Amauri            | 2006/2007 | Chievo    | 8,75 mil. Euro |  | 3.     | Amauri          | 2008/2009 | Juventus  | 22,8 mil. Euro |
| 4.     | Emiliano Viviano  | 2011/2012 | Inter     | 8,5 mil. Euro  |  | 4.     | Franco Vázquez  | 2016/2017 | Sevilla   | 16,8 mil. Euro |
| 5.     | Boško Janković    | 2007/2008 | Mallorca  | 8 mil. Euro    |  | 5.     | Andrea Barzagli | 2008/2009 | Wolfsburg | 14 mil. Euro   |

## Na velkých turnajích

### Vítězové Mistrovství světa
- Cristian Zaccardo (MS 2006)
- Fabio Grosso (MS 2006)
- Andrea Barzagli (MS 2006)
- Simone Barone (MS 2006)

### Účastníci Mistrovství světa
- Carlo Mattrel (MS 1962)
- Edinson Cavani (MS 2010)
- Javier Pastore (MS 2010)
- Mark Bresciano (MS 2010)
- Simon Kjær (MS 2010)
- Abel Hernández (MS 2014)

### Účastníci Mistrovství Evropy
- Federico Balzaretti (ME 2012)
- Alexandros Tzorvas (ME 2012)
- Thiago Cionek (ME 2016)
- Oscar Hiljemark (ME 2016)
- Ionuț Nedelcearu (ME 2024)

### Vítěz Copa América
- Abel Hernández (CA 2011)

### Účastníci Copa América
- Mariano González (CA 2004)
- Javier Pastore (CA 2011)
- Kristoffer Lund (CA 2024)

### Účastník Afrického poháru národů
- Stephen Makinwa (APN 2006)

### Účastníci Olympijských her
- Aredio Gimona (OH 1952)
- Andrea Gasbarroni (OH 2004)
- Antonio Nocerino (OH 2008)
- Matías Aguirregaray (OH 2012)
- Abel Hernández (OH 2012)
- Robin Quaison (OH 2016)

## Česká stopa

### Trenér
- Čestmír Vycpálek (1958–1960, 1964/65)

### Hráči
- Ján Chavko (1948/49)
- Július Korostelev (1950)
- Čestmír Vycpálek (1947–1952)
- Ondřej Čelůstka (2010)